# Northport (Washington)
Northport az Amerikai Egyesült Államok északnyugati részén, Washington állam Stevens megyéjében elhelyezkedő város. A 2010. évi népszámlálási adatok alapján 295 lakosa van.
A település nevét az elhelyezkedése (a Spokane Falls and Northern Railway legészakibb állomása) miatt kapta. Az 1880-as években alapított hajóépítő közösség 1898. június 1-jén kapott városi rangot.

## Éghajlat
A térségben a nagyobb mértékű hőmérséklet-ingadozás a jellemző; a nyarak melegek vagy forróak (és gyakran csapadékosak), a telek pedig hűvösek (néha kifejezetten hidegek). A város éghajlata nedves kontinentális (a Köppen-skála szerint Dfb).
| Hónap                                   | Jan.  | Feb.  | Már.  | Ápr.  | Máj. | Jún. | Júl. | Aug. | Szep. | Okt.  | Nov.  | Dec.  | Év    |
| --------------------------------------- | ----- | ----- | ----- | ----- | ---- | ---- | ---- | ---- | ----- | ----- | ----- | ----- | ----- |
| Rekord max. hőmérséklet (°C)            | 14,0  | 16,0  | 24,0  | 33,0  | 39,0 | 42,0 | 43,0 | 43,0 | 41,0  | 31,0  | 21,0  | 14,0  | 43,0  |
| Átlagos max. hőmérséklet (°C)           | −0,2  | 3,7   | 10,3  | 17,3  | 22,6 | 26,3 | 31,2 | 30,3 | 24,4  | 15,1  | 5,6   | 0,8   | 15,7  |
| Átlagos min. hőmérséklet (°C)           | −7,1  | −5,5  | −2,0  | 1,3   | 5,1  | 8,4  | 10,3 | 9,5  | 5,9   | 1,8   | −1,7  | −5,1  | 1,8   |
| Rekord min. hőmérséklet (°C)            | −36,0 | −33,0 | −24,0 | −11,0 | −7,0 | −3,0 | −1,0 | −3,0 | −8,0  | −14,0 | −24,0 | −33,0 | −36,0 |
| Átl. csapadékmennyiség (mm)             | 52    | 35    | 36    | 35    | 46   | 53   | 27   | 26   | 29    | 39    | 54    | 60    | 492   |
| Forrás: Western Regional Climate Center |       |       |       |       |      |      |      |      |       |       |       |       |       |

## Népesség
A 2010-es népszámláláskor a városnak 295 lakója, 139 háztartása és 76 családja volt. A népsűrűség 202,1 fő/km2. A lakóegységek száma 168, sűrűségük 115,1 db/km2. A lakosok 94,2%-a fehér, 0,3%-a afroamerikai, 1,7%-a indián, 0,7%-a ázsiai,  1%-a egyéb, 2%-a pedig kettő vagy több etnikumú. A spanyol vagy latino származásúak aránya 4,1% (2,4% mexikói,   1,7% egyéb spanyol vagy latino származású.)
A háztartások 24,5%-ában élt 18 évnél fiatalabb. 38,1% házas, 11,5% egyedülálló nő, 5% egyedülálló férfi, 45,3% pedig nem család. 38,1% egyedül élt; 14,4%-uk 65 éves vagy idősebb. Egy háztartásban átlagosan 2,12 személy élt; a családok átlagmérete 2,75 fő.
A medián életkor 48,5 év volt. A város lakóinak 21%-a 18 évesnél fiatalabb, 6,5% 18 és 24 év közötti, 18,3%-uk 25 és 44 év közötti, 35,9%-uk 45 és 64 év közötti, 18,3%-uk pedig 65 éves vagy idősebb. A lakosok 50,2%-a férfi, 49,8%-a pedig nő.

## Janni kürtője
Peter Janni 1874-ben született Olaszországban. A vasútnál eltöltött évei után 1923-ban megvásárolt egy Northporttól délre első mészkőbányát; a kitermelt nyersanyag iránt Washington teljes területén érdeklődtek. 1953-ban Janni alkalmazottai egy galenit-lelőhelyet fedeztek fel; a negyven tonnányi nyersanyagot a CM&S Company számára értékesítették. Ugyan a munkások mélyebbre szerettek volna ásni, Peter Janni a lelőhely betemetése mellett döntött; ennek okai ismeretlenek.

## Fordítás
Ez a szócikk részben vagy egészben  a   Northport, Washington című angol Wikipédia-szócikk ezen változatának fordításán alapul.  Az eredeti cikk szerkesztőit annak laptörténete sorolja fel. Ez a jelzés csupán a megfogalmazás eredetét és a szerzői jogokat jelzi, nem szolgál a cikkben szereplő információk forrásmegjelöléseként.